# Catlabarbe
Die Catlabarbe (Labeo catla, Syn.: Catla catla u. Gibelion catla) ist ein großer Karpfenfisch aus Südasien.

## Verbreitung und Lebensraum
Die Catlabarbe findet sich in Gewässern Pakistans, Indiens, Bangladeschs, Nepals und Myanmars. Die Fische leben weit verbreitet in Flüssen, Altwassern, Kanälen, Überschwemmungsauen, Seen und von Menschen angelegten Teichen.

## Beschreibung
Die Catlabarbe ist die einzige Art der Gattung Catla. Sie ähnelt vom Habitus der europäischen Giebelkarausche, zeichnet sich durch ein großes vorspringendes Maul aus.
- Flossenformel: Dorsale 17-17, Anale 7-8.[1]

Die größte mit der Angel gefangene Catlabarbe wog 38 Kilogramm und stammte aus dem Powai Lake in Indien. In der Palm Tree Lagoon in Thailand wurde ein 32 Kilogramm schweres Exemplar gefangen. Das Endgewicht dieser Fischart wird auf 110 Kilogramm bei 180 Zentimetern Länge geschätzt.

## Lebensweise
Man findet Catlabarben vom Süßwasser bis zum Brackwasser, bevorzugt bei Wassertemperaturen von 18 bis 28 °C. Sie ernähren sich hauptsächlich an der Wasseroberfläche oder im Mittelwasser omnivor von Insekten, Phytoplankton und Detritus. Catlabarben sind nicht räuberisch.
Die Geschlechtsreife wird etwa in einem Alter von zwei Jahren erreicht. 
Die Fische unternehmen dann zu Beginn der Regenzeit flussaufwärts Wanderungen zu ihren Laichgebieten. Die Laichzeit fällt in Bangladesch und Indien mit der Monsunzeit der Monate Mai bis August zusammen.
In der Aquakultur wird die Fortpflanzung durch Hormoninjektionen (Hypophysation) eingeleitet.

## Nutzen
Catlabarben sind beliebte Speisefische, die in Teichwirtschaften gehalten und auf lokalen Märkten frisch angeboten werden. In Bangladesch werden sie zum größten Teil im Kaptai Lake produziert. Dort füttert man sie mit Reis- oder Weizenkleie, Senfölkuchen oder sonstigen Rückständen aus der pflanzlichen Verarbeitung.
Aufgrund ihrer Größen sind sie beliebte Angelfische.
In Thailand werden sie in vielen Angelteichen zu hohen Endgewichten gemästet.